# Consciência infeliz
A consciência infeliz é um conceito central do pensamento hegeliano, que dá fundamento à tarefa de reparar a cisão histórica entre o finito e o infinito, o sensível e o suprassensível, o mutável e o imutável. Conforme Hegel, esse esforço se evidencia por meio da Consciência Infeliz, que propicia uma árdua busca do espírito pelo reconhecimento histórico racional de si mesmo, em sua liberdade.

Segundo Jesus Vasquez Torres, “enquanto herdeira do pensamento estoico e cético, a Consciência Infeliz aparece como consciência contraditória, curvada sobre si mesma e sempre dolorida. Além de efetivar um movimento de negação para com o mundo do aquém e tudo o que lhe diz respeito, busca se libertar da dor que é ser portadora desta contradição que surge justamente daquela sua atitude negativa”.